# イリナ・カレンティエヴァ
イリナ・ニコライェヴナ・カレンティエヴァ（Irina Nikolayevna Kalentieva または、Irina Nikolayevna Kalentyeva。1977年11月10日 - ）は、ロシア、チュヴァシ共和国・バティレヴスキ地区出身の女子自転車競技（マウンテンバイクレース・XC）選手。

## 経歴
2003年
- 世界選手権・クロスカントリー 3位。
- UCIマウンテンバイクワールドカップ クロスカントリー 3位。

2004年
- 世界選手権・バイクマラソン 2位。

2006年
- 世界選手権・クロスカントリー 2位。

2007年
- 世界選手権・クロスカントリー 優勝。
- UCIマウンテンバイクワールドカップ クロスカントリー総合優勝

2008年
- 北京オリンピック・クロスカントリー 3位。
- 世界選手権・クロスカントリー 3位。

2009年
- 世界選手権・クロスカントリー 優勝。

2010年
- 世界選手権・クロスカントリー 2位。

2011年
- UCIマウンテンバイクワールドカップ クロスカントリー 3位。

2012年
- ロンドンオリンピック・クロスカントリー 4位。

2014年
- 世界選手権・クロスカントリー 2位。

2015年
- 世界選手権・クロスカントリー 2位。